# آب‌نبات سفت (فیلم)
شکلات سفت (به انگلیسی: Hard Candy) فیلمی محصول سال ۲۰۰۵ و به کارگردانی دیوید اسلید است. در این فیلم، بازیگرانی همچون پاتریک ویلسون، الن پیج و ساندرا اوه ایفای نقش کرده‌اند.

## داستان فیلم
داستان این فیلم از ماجرایی حقیقی در ژاپن الهام گرفته شده‌است.
دختری ١٤ ساله به نام هایلی، از طریق اینترنت با مردی ٣٢ ساله به نام جِف آشنا می شود. آن دو برای آشنایی بیشتر، قرار ملاقاتی در یک کافه می گذارند و پس از گفت و گویی مختصر، جِف او را به خانه خود دعوت می کند. هایلی برای سر در آوردن از رازی که مدت هاست فکرش را به خود مشغول کرده، در مشروب جِف داروی خواب آور می ریزد. سرانجام وقتی جف به هوش می آید...